# ŽRK Vardar
Ženski Rakometen Klub Vardar (în macedoneană Женски ракометен клуб Вардар, în română Clubul de handbal feminin Vardar), prescurtat ŽRK Vardar (în macedoneană ЖРК Вардар) este o echipă macedoneană de handbal feminin din Skopje. Echipa evoluează în Skopsko Super Ženska Liga (Liga Feminină de Handbal a Macedoniei), iar în sezonul 2011-12 a participat în Cupa EHF.

## Istoric
Clubul a fost fondat în 1961 sub numele de RK Grafičar și este cel mai vechi club de handbal feminin din Macedonia.. Până la dispariția oficială, în 2011, a Kometal Gjorče Petrov Skopje, Vardar a fost singurul club care a mai cucerit un titlu într-o competiție internă din Macedonia, Cupa Macedoniei, în 1994. 
Începutul sezonului 2012/2013, marcat de sosirea unui nou sponsor, proprietar și director sportiv, miliardarul rus Serghei Samsonenko, a permis aducerea unor jucătoare de talie internațională. Din acest moment, echipa a început să obțină rezultate pozitive și a câștigat primul său titlu de campioană a Macedoniei în 2013. Mai mult, în sezonul 2013-2014, echipa s-a calificat pentru prima dată Liga Campionilor EHF Feminin.
Pentru început, Vardar a trebuit să dispute turneu preliminar, pe care l-a câștigat, învingând în finală pe CJF Fleury Loiret Handball, cu scorul de 33 la 25. Astfel, pentru prima dată în istoria handbalului european, trei cluburi din același oraș, Skopje (700.000 locuitori), sunt calificate în Liga Campionilor: ŽRK Vardar la fete, RK Vardar Skopje și RK Metalurg Skopje la băieți..

## Informații despre sală
Echipa își desfășoară toate meciurile de pe teren propriu în sala din Centrul Sportiv „Jane Sandanski”, cu o capacitate de 6.500 de locuri. Centrul sportiv are propriul hotel, centru spa, spital și piscină. Atât echipa cât și centrul sportiv sunt deținute de miliardarul rus Serghei Samsonenko. 

## Palmares

### Național
- Liga Feminină de Handbal a Macedoniei:
  -  Câștigătoare (5): 2012–13, 2013–14, 2014–15, 2015–16, 2016–17

- Cupa Macedoniei
  -  Câștigătoare (5): 1994, 2014, 2015, 2016, 2017

### European
- Liga Campionilor EHF:
  -  Argint: 2017, 2018
  -  Bronz: 2014, 2015

### Alte competiții
- Liga Regională de Handbal Feminin:
  -  Câștigătoare (1): 2016–17
  -  Locul 2 (1): 2013–14

- Bucharest Trophy:
  - Locul 3 (1): 2015

- Vardar Trophy:
  -  Câștigătoare (1): 2015

## Lotul de jucătoare
Echipa în sezonul 2018–19:
| Portari - 01 Jovana Trajkoska - 12 Simona Grujovska - 16 Andrea Ilić Extreme dreapta - 28 Sara Minovska - 40 Iva Jakovchevska - 74 Mirjana Petkovska Extreme stânga - 08 Stefanija Gjeorgievska - 21 Ivona Trpevska - 26 Bojana Dinevska Pivoți - 93 Katerina Damjanoska | Intermediari stânga - 03 Marija Gocevska - 31 Andrea Sedloska - 97 Milica Nikolić Centri - 10 Ana Marija Božinovska - 14 Keti Angelovska - 23 Angela Grozdanovska - 33 Ana Marija Kolarovska - 51 Marija Galevska Intermediari dreapta - 24 Angela Kostović |

## Conducere
| Post                | Nume                                |
| ------------------- | ----------------------------------- |
| Antrenor principale | Irina Dibirova                      |
| Antrenor secund     | Ace Stankovski                      |
| Preparator fizic    | Marija Lojanica                     |
| Fizioterapeuți      | Rubinčo Srbinoski Bojana Božinovska |

| Post              | Nume               |
| ----------------- | ------------------ |
| Proprietar        | Serghei Samsonenko |
| Președinte        | Gordana Naceva     |
| Director executiv | Davor Stojanovski  |
| Manager operativ  | Ana Stojkov        |
| Director sportiv  | Eduard Kokșarov    |

## Foști membri ai clubului

### Foste jucătoare notabile
| - Julija Nikolić - Marija Šteriova - Dragana Pecevska - Biljana Crvenkoska - Andrea Beleska - Ivana Sazdovski - Ivana Gakidova - Olga Cernoivanenko - Nighina Saidova | - Ekaterina Kostiukova - Alena Ihneva - Dragana Cvijić - Sanja Damnjanović - Marina Dmitrović - Andrea Lekić - Marija Lojpur - Ana Đokić - Itana Grbić | - Jovanka Radičević - Siraba Dembele - Alexandra Lacrabère - Amandine Leynaud - Allison Pineau - Dayane Pires da Rocha - Mayssa Pessoa - Andrea Penezić - Maja Sokać | - Begoña Fernández - Diana Ilina - Anja Althaus - Camilla Herrem - Barbara Lazović - Tamara Mavsar |

### Foști antrenori notabili
- Indira Kastratović
- David Davis
- Jan Pytlick
- Kim Rasmussen

## Producătorul echipamentului
- Hummel International